# Joodse begraafplaats (Rijssen)
De eerste Joodse begraafplaats in de Nederlandse stad Rijssen werd aangelegd aan het eind van de achttiende eeuw. Ze was gelegen op De Hagen. In 1878 werd de begraafplaats op de Brekelt aan de Arend Baanstraat in gebruik genomen.
De dodenakker op De Hagen is in 1949 geruimd. De begraafplaats aan Arend Baanstraat wordt door de gemeente Rijssen-Holten onderhouden. Er bevinden zich 76 grafstenen. In 1990 is hier een monument opgericht voor de meer dan honderd Rijssense Joden die door de nazi-Duitse bezetter zijn weggevoerd en vermoord.

## Afbeeldingen

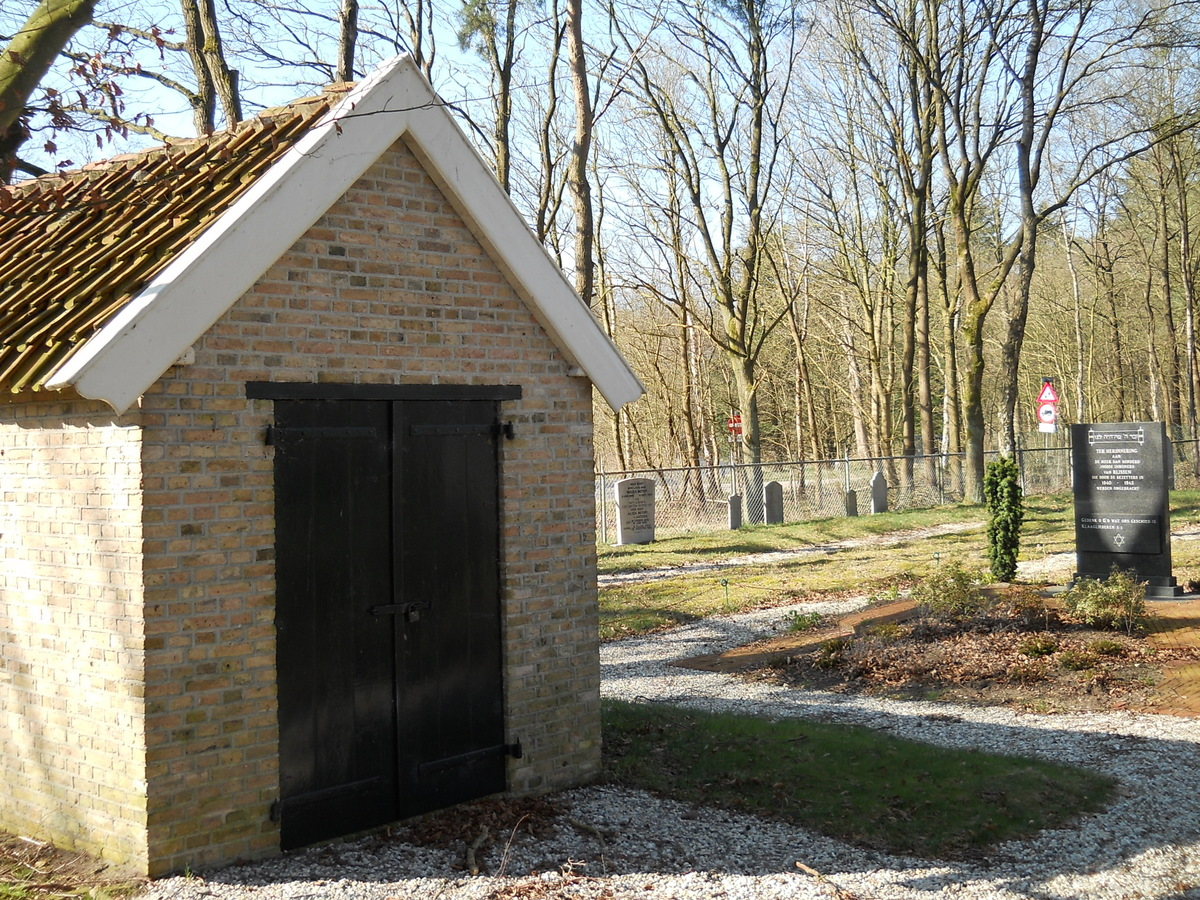
Metaheerhuisje
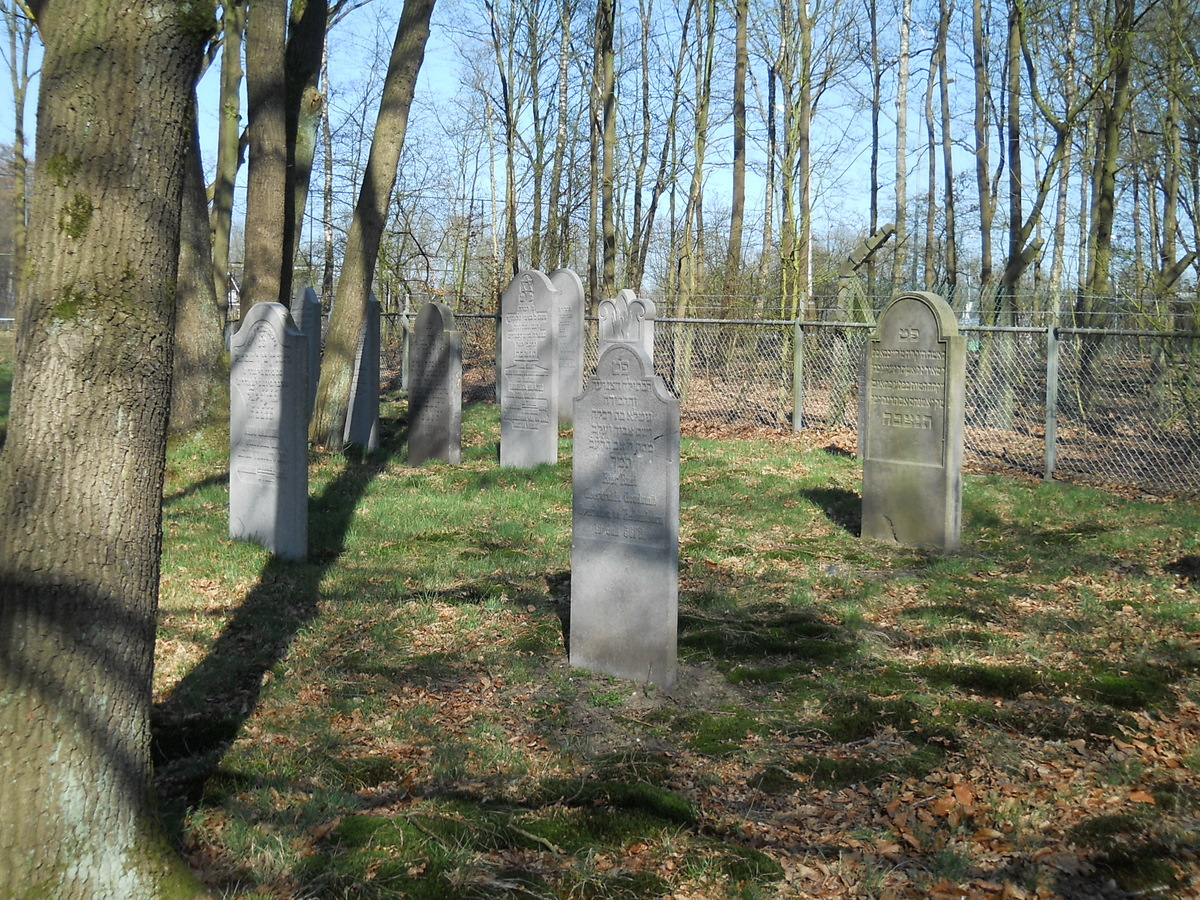
Begraafplaats
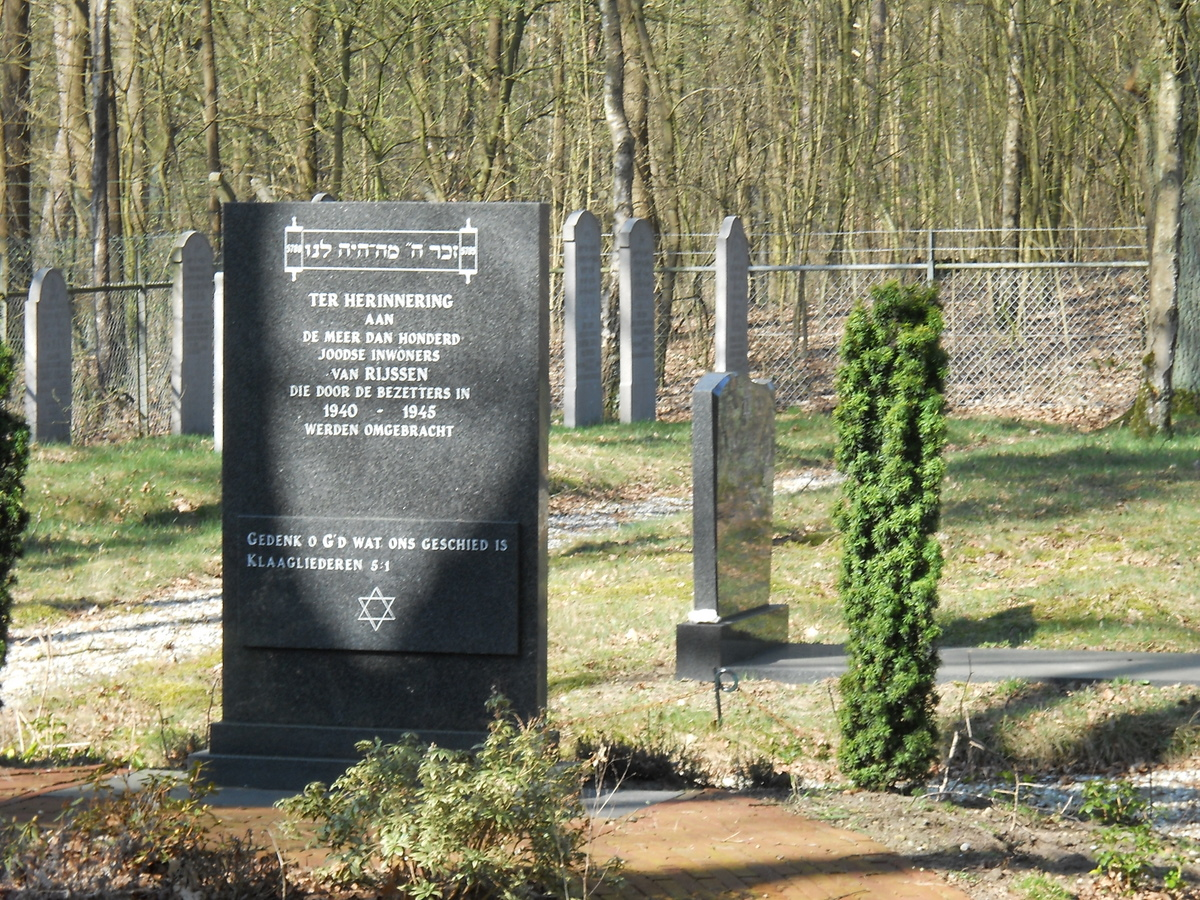
Monument